# Under Age
Under Age è un film drammatico sexploitation statunitense del 1964 diretto da Larry Buchanan. È un dramma giudiziario e la maggior parte del film si svolge all'interno dell'aula del processo.

## Trama
Dallas. Una donna è processata perché ha incoraggiato la figlia quattordicenne ad avere un rapporto sessuale con il fidanzato sedicenne messicano.

## Produzione
Il film è stato prodotto dalla American International Pictures e girato a Dallas, Texas.